# Shamate
Ne doit pas être confondu avec Shamhat.
 (février 2023).

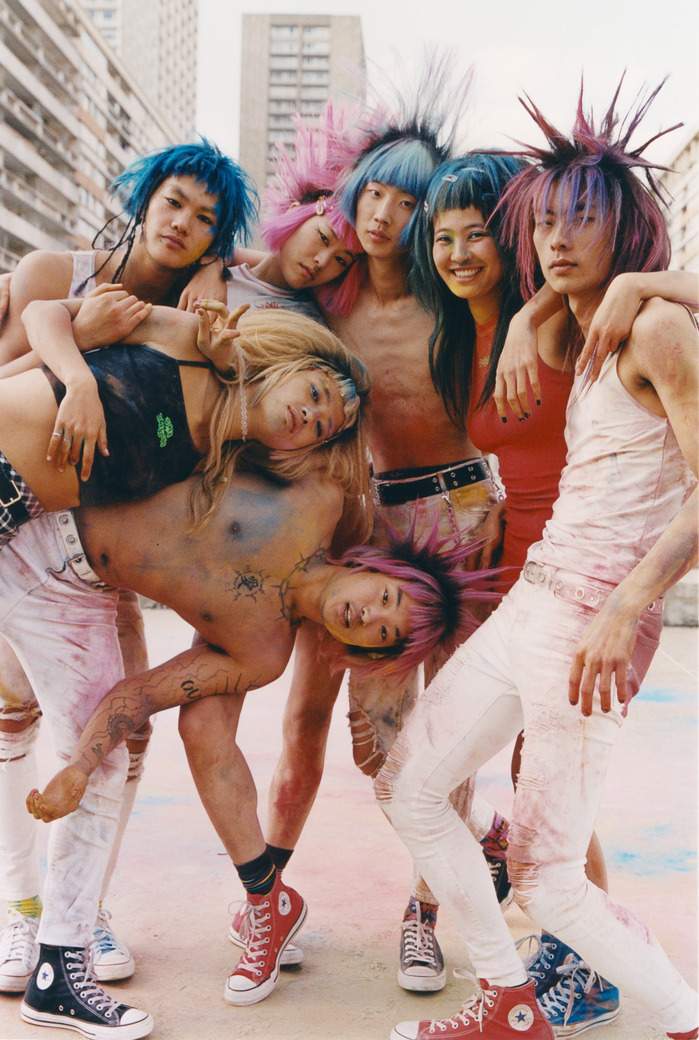
Exemple de mode shamate

Le shamate (chinois simplifié : 杀马特 ; chinois traditionnel : 殺馬特 ; pinyin : shāmǎtè) est une sous-culture jeune chinoise.

## Histoire
Le mot « shamate » vient de la translittération chinoise du mot anglais « smart ». La sous-culture shamate apparaît au milieu des années 2000 sur le média social Qzone et est fondée par Luo Fuxing,. Les shamate tentent au départ d'imiter les tenues excentriques à la mode chez les jeunes au Japon.
Durant les années 2010, le shamate devient sujet de moqueries sur Internet, et les communautés shamate sont régulièrement la cible de campagnes de cyberharcèlement et d'infiltrations visant à supprimer leurs groupes. Les shamate sont aussi parfois l'objet d'agressions physiques,.
En 2016, selon le webzine Sixth Tone, le shamate est sur le déclin. En 2018, le mème Internet « shamate renaissance » apparaît sur les plateformes chinoises de vidéos courtes, consistant en des vidéos prétendant ironiquement qu'il y aurait un retour de la sous-culture shamate. Le mème finit par être banni de ces plateformes.
En 2019, le réalisateur Li Yifan sort un documentaire sur le shamate, We Were Smart,.

## Sociologie des shamate
Le shamate est populaire chez les jeunes chinois urbains et pauvres issus de l'exode rural. Les shamate ont souvent un niveau d'éducation s'arrêtant à l'enseignement secondaire et sont nés dans les années 1990,.
Beaucoup d'adeptes de ce mouvement ne s'habillent en shamate que lors de leur temps libre et adoptent des tenues classiques pour le travail.
Les shamate se réunissent principalement via Internet. Ils y sont régulièrement méprisés par les personnes urbaines éduquées.
En dehors d'Internet, ils se réunissent aussi dans les parcs publics et les skateparks environnant les usines dans lesquelles ils travaillent.

## Mode

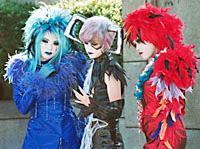
Des hommes habillés en visual kei, l'une des principales inspirations vestimentaires de la mode shamate.

Un des éléments les plus notables de la mode shamate est leurs coiffures : les shamate utilisent des permanentes frisées, font des lissages hirsutes ou optent pour des cheveux hérissés. Ils utilisent beaucoup de colorations (surtout de couleurs fluorescentes) et de gel,.
Les shamate utilisent une quantité importante de maquillage (chez les femmes comme chez les hommes). Ils portent des piercings et des tatouages.
Selon Le Monde diplomatique, au niveau vestimentaire, « les garçons […] portent des cuirs cloutés, des jeans lacérés et des tee-shirts moulants, les filles des bas résille ou des chaussettes montantes sous des minishorts rehaussés de ceintures épaisses et des hauts sexy ».
La mode shamate emprunte aux modes de plusieurs autres sous-cultures, comme la mode gothique, l'esthétique glam, le punk ou le visual kei,.